# مسجد تيلوك بيور الكبير
مسجد تيلوك بيور الكبير (بالاندونيسية: Masjid Raya Teluk Bayur) هو واحدة من أقدم المساجد في إندونيسيا، والذي يقع في بلدة تيلوك بيور في بادانغ غرب سومطرة، المسجد الأصلي القديم تم بنائه في القرن السابع عشر الميلادي، لكن المسجد المبني الآن على الموقع تم بناؤه في الفترة الاستعمارية الهولندية حوالي القرن التاسع عشر الميلادي، يستخدم المسجد للأنشطة الدينية، ويستخدم أيضا كوسيلة للتعليم الديني للطلاب.

## التاريخ
وفقا لعبد الباقر زين في كتابه المساجد التاريخية في إندونيسيا بني مسجد تيلوك بيور الكبير في القرن السابع عشر الميلادي، ولكن المسجد المبني الآن ليس في موقع المسجد القديم، تم بناء المسجد الحالي في أعقاب توسيع ميناء بادانغ من قبل الحكومة الهولندية في جزر الهند الشرقية في عام 1888، بني المسجد في البداية باستخدام الجدران المصنوعة من الخشب المغطى وألواح الخشب، وفي عام 1911 ولأول مرة نفذت أول عملية ترميم واستبدل جدار واحد فقط بجدار مبني من الاسمنت المستورد من مصنع الاسمنت في منطقة اندارونغ.